# 勝海舟 (1990年のテレビドラマ)
『勝海舟』（かつかいしゅう）は、1990年12月30日、12月31日に日本テレビで放映された『日本テレビ年末時代劇スペシャル』の第6作である。幕末の風雲児・勝海舟の生涯を描く。主演は田村正和。

## 放送時間
| 編 | 放送日         | 放送時間（JST）   | 備考 |
| -- | -------------- | ----------------- | ---- |
| 前 | 1990年12月30日 | 日曜20:04 - 23:00 |      |
| 後 | 1990年12月31日 | 月曜20:04 - 23:25 |      |

- 当時のクロスネット局のうち、青森放送（RAB）・福井放送（FBC）・山口放送（KRY）・テレビ大分（TOS）の各局では、前後編とも同時ネットで放送された。
- 山形放送（YBC）・テレビ信州（TSB）・鹿児島テレビ（KTS）の各局では、前編の放送された12月30日は他系列の番組を同時ネットしていたため、3局とも前編は31日午後に放送され、同じく31日放送の後編は同時ネットでの放送となった。
- 逆にテレビ宮崎（UMK）では、前編は同時ネットで放送されたが、後編は1991年1月1日に遅れネットで対応した。

## あらすじ
プロローグ
明治30年代、明治女学校長・巌本善治は、東京の氷川町に住む一老人の談話を書籍にまとめようと取材を重ねていた。その老人こそ幕末の激動期を江戸幕府の幕引き役として主導した勝海舟である。慶應義塾の福澤諭吉から寄せられた、勝や榎本武揚を批判する「痩我慢の説」という論文を見せられ、「行蔵は我に存す、毀誉は他人の主張」とつぶやく氷川の老人。彼には人に言えない痩せ我慢が多くあったのである。
第一部「日本よーそろ－サムライ太平洋を渡る－」
函館の商人・渋田利右衛門は江戸で旗本と言っても名ばかりの下級旗本・勝麟太郎（のちの海舟）と知り合い、彼の蘭学修業の費用を出そうと申し出る。困惑した勝だが、父・勝小吉の死も重なり、ありがたく援助を受けた。
その頃、黒船の来航により混乱していた幕府は、老中阿部正弘の指示により、広く対処の意見を求めた。大久保忠寛は、意見書の中から若き蘭学者・勝麟太郎の主張を取り上げ、長崎に海軍伝習所を作ることを約束する。宿願かない長崎で夢のような日々を過ごす勝。その地でお久という女性と懇ろになる。やがて阿部正弘は病死して、幕府は井伊直弼を大老に任命し、井伊は政策の一つとして海軍伝習所を閉鎖する。
海軍修業を終えた幕臣たちは咸臨丸で太平洋を渡るが、その間に日本で起きていた井伊直弼暗殺事件（桜田門外の変）により状況は一変。勝は逼塞生活を余儀なくされるが、土佐の脱藩浪人・坂本龍馬が弟子入りをし、将軍・徳川家茂の理解を得て、神戸に海軍操練所が建てられる。
しかし、腐敗した幕府要職の狭い考えから操練所は閉鎖。妹・順子の夫であった佐久間象山が暗殺され、お久と家茂も相次いで病死。勝が失意に陥っている間も、時代は大きな転換期へ差し掛かろうとしていた。
第二部「幕臣残照－咸臨丸は沈まず－」
慶応3年（1867年）、京・近江屋にて坂本龍馬が同志の中岡慎太郎と共に暗殺される。その後、気運はいよいよ倒幕一色となり、最後の将軍・徳川慶喜をとりまく状況は暗転を重ねてゆく。
そうしたなか、幕閣のなかでただ一人、忠義の心から慶喜に諌言する者がいる。かつて勝とともに訪米し、果敢に貨幣の交渉に乗り出した日本でただ一人「ノー」と言える男、小栗上野介忠順であった。幕府が苦境に陥っているの中で苦悶しているのは勝も同じであった。勝は、山岡鉄舟と益満休之助を早馬で走らせ、自身も薩摩の西郷隆盛と江戸城総攻撃をめぐり談判に及ぶ。
慶喜の勘気を受けて退任した小栗はその頃、新たな人生を生きていた。農夫にまじり田畑を耕し、もはやかつて奉行職にあったころの面影はなく、次なる希望に満ちている。妻の腹には大望の子も宿った。だが、小栗が隠し金を横領していると主張する浪人集団が押しよせた、威嚇のため放った大砲の件が新政府軍の疑惑を呼び、小栗は連行された挙句、理不尽な取調べの後、斬首されてしまう。
勝と西郷の談判で江戸は戦火から救われたが、直後に上野戦争が勃発して益満が戦死する。江戸を象徴する人物達も次々と去り、咸臨丸の仲間たちも、ある者は病、ある者は維新の犠牲として散っていく。
母・信子も亡くなり、いつしか勝だけが明治の新時代を生きているような状況になった。要請を受けて明治新政府に参加した勝は、廃藩置県以降批判を繰り返す島津久光を説得するよう鹿児島へ派遣される。帰路の途中で長崎へ寄り、渋田利右衛門の協力で亡きお久との間に生まれた子・梅太郎を引き取るが、梅太郎は勝家にはなかなかなじまなかった。
その数年後、渋田が故郷の函館で亡くなった。そして明治10年、ついに西郷が西南戦争を起こす。勝は岩倉具視から西郷の説得を依頼されるが、そんな役割に飽き飽きしていた彼はこれを固辞して、もう死ぬ気の西郷を止めることは出来ないと告げる。西南戦争の最中に長州出身の木戸孝允（桂小五郎）が病死。西郷も弟子の別府晋介に介錯を頼み、別府や桐野利秋、村田新八らと共に壮烈な最期を遂げる。更に翌年に西郷の無二の親友で内務卿の大久保利通も暗殺され、勝は共に新時代を切り拓いた同志たちの相次ぐ死に時代の無常を痛感する。
家庭内でも西郷への追悼文を執筆中に米国留学から帰国した長男・小鹿に対し、仲間たちの死で孤独の淵に沈んでいた勝は素っ気ない返事しか出来ず、妻・民子から「小鹿が可愛くないんですか?」と誤解されて口論に及んだりした。この頃から勝は次第に屈折していく。
エピローグ「海舟臨終・永遠の船出」
ともに江戸幕府の幕引きを支えた山岡鉄舟と大久保忠寛が病のため同時期に他界。夫婦の希望の星であった小鹿も夭折、後を追うように父・小吉の代から仕えてた家僕・彦助も老衰で死去。勝の身にも静かに人生の黄昏のときが近づこうとしている。
それでも、勝海舟は、徳川家の旗本であった彼にとって、どうしてもやらなければならない仕事があった。老骨に鞭打ち勝は、悲壮な決意を秘めて有栖川宮邸に赴くのだった。

## スタッフ
- 制作：須永元、田中正雄
- 企画：中野曠三、高橋久仁
- 原作・脚本：杉山義法
- 監督：山下耕作
- 音楽：服部克久
- 音楽協力：日本テレビ音楽
- 主題歌：堀内孝雄「青春でそうろう」「プラトニック」
- 撮影：原田裕平
- 照明：武邦男
- 録音：面屋竜憲
- 美術：鈴木孝俊
- 編集：祖田富美夫
- 助監督：梅原重行
  - 監督助手：喜田川隆義、六車雅宣
- 記録：小川加津子
- 整音：加藤正行
- 広報担当：難波佐保子
- 擬斗：土井淳之祐
- プロデューサー補：西牟田知夫
- 製作担当：北村良一
- 〈特殊技術〉
  - 特技監督：川北紘一
  - 撮影：江口憲一、大根田俊光
  - 照明：斉藤薫
  - 美術：小村完
  - 特殊効果：渡辺忠昭
  - 操演：松本光司
  - 視覚効果：小川利弘
  - 助監督：神谷誠
  - 製作担当：小島太郎
  - 協力：大平特殊効果、マリンポスト

- ナレーション：金内吉男
- プロデューサー：宮崎洋（日本テレビ）、荒木功、佐藤丈（ユニオン映画）、今井正夫（東映）
- 製作協力：東映太秦映像
- 特殊撮影協力：東宝映像美術
- 制作：日本テレビ
- 製作・著作：ユニオン映画

## キャスト
- 勝海舟（麟太郎/安房守・明治維新後は勝安芳）：田村正和 ／ 田村亮
- 勝民子：岸本加世子
- 勝順子：南野陽子
- 梶久子：高橋恵子
- 増田イト：野村真美
- 坂本龍馬：梨本謙次郎
- 山岡鉄太郎（鉄舟）：勝野洋
- 大久保忠寛（一翁）：若林豪
- 巌本善治：堤大二郎
- 阿部正弘：中野誠也
- 徳川家茂：丹羽貞仁
- 木村喜毅（摂津守/芥舟）：国広富之
- アーネスト・サトウ：ジェフ・バーグランド
- 小野友五郎（内膳正広胖）：森次晃嗣
- 勝小鹿：佐野圭亮
- 彦助：下條アトム
- 益満休之助：船越栄一郎
- 春山辯蔵：本田博太郎
- 志道聞多（井上聞多/明治維新後は井上馨）：木場勝己
- 広沢兵助（波多野金吾/明治維新後は広沢真臣）：田中隆三
- 岡田以蔵：哀川翔
- 小笠原長行：福田豊土
- 酒井忠績（雅楽頭）：西沢利明
- 三野村利左衛門：東野英心
- 小栗みち：小野さやか
- 小栗又市：神田利則
- 小栗くに：東恵美子
- 村上俊五郎：井上純一
- 榎本武揚（釜次郎）：吉岡祐一
- 村田新八：野口貴史
- 中村半次郎（明治維新後は桐野利秋）：潮哲也
- 中浜万次郎：篠塚勝
- 鈴藤勇次郎：堀内正美
- 佐々倉桐太郎：片桐竜次
- 鈴木文治郎：中康次
- 牧山修卿：阿木五郎
- 千葉重太郎：赤塚真人
- 沢太郎左衛門：河西健司
- クララ・ホイットニー：サリー
- 春山鑛兵：四禮正明
- 上野彦馬：ぼんちおさむ
- 福澤諭吉 - 石原良純
- 山岡英子：吉本真由美
- 名村五八郎：長谷川初範
- 村垣範正：中田浩二
- 幸吉：鼓太郎（幕末塾）
- 源之助：尚舞（幕末塾）
- 中岡慎太郎：武井三二
- 板倉勝静（伊賀守）：福岡正剛
- 河上彦斎：出水憲司
- 水野忠精：宗近晴見
- 伊沢謹吾：山路和弘
- 内堀：玉生司朗
- 近藤長次郎：大倉順憲
- 別府晋介：大村浩之
- 松平容保：野土晴久
- 松平定敬：岩井堅義
- ハリー・パークス：ジョン・ヘンリー
- 松岡盤吉：森山陽介
- 荒井郁之助：石原耕
- 辺見十郎太：高橋弘志
- 成瀬善四郎：土師孝也
- 新見正興：水上保広
- 肥田浜五郎：稲泉智方
- 岡田井蔵：壬生賢司
- 伴鉄太郎：田中学
- 根津欽次郎：貫名貞永
- 浜口興右衛門：西村龍弥
- 岩瀬忠震：志茂山高也
- 浜田彦蔵（ジョセフ・ヒコ）：渡浩行
- 永井尚志（玄蕃頭）：邦保
- 勝逸子（目賀田逸子）：八幡沙織
- 目賀田正代：川田美香
- 阿茶の局：志乃原良子
- カネ：阿弥陽子
- 梶梅太郎：越坂英生
- 勝夢：首藤真沙保
- 勝孝：武田京子
- 嘉七：横沢祐一
- 徳川慶昌（一橋初之丞/一橋慶昌）：勝見卓也
- 松岡：大東俊治
- 勝伊予子：小泉夏樹
- 勝四郎：宮崎嗣久
- 木梨精一郎：竜川真
- 勝七郎：渡辺慎也
- 勝八重：小林鈴賀
- 目賀田理代子：有輝知春
- ヨネ：桑田範子
- 東善寺・住職：幸田宗丸
- 大井磯十郎：益富信孝
- 渡辺多三郎：峰蘭太郎
- 荒木：高橋浩二郎
- 熊公：日高てん
- 八公：日高のぼる
- 井上清直：波多野博
- 森田岡太郎：大木正司
- ジョン・ブルック：ポール・アルペン
- 赤松大三郎：川鶴晃裕
- 榎本対馬：長畑豊
- 豊永貫一郎：遠藤征慈
- 原保太郎：鵜口了一
- 大音龍太郎：白川浩二郎
- 川勝広運：亀井賢二
- 立石斧次郎：剣介
- 室賀正容：小林和夫
- 戸田勝強：田中義章
- 塚本但馬：永野則彦
- 誉田三左衛門：岡田洪志
- 塚越富五郎：伊藤紘
- 塚越房吉：松田吉博
- 荒川祐蔵：司裕介
- 塚本真彦：真山章志
- 中沢兼吉：金田永植
- ふみ：はかま梨沙
- まつ：野村千景
- 佐藤藤七：溝田繁
- 菊池：阿部裕
- 大野：原田樹世士
- 祖式金八郎：中嶋俊一
- 象山の門弟：中村正、和田賢司
- 勝海舟（少年時代の麟太郎）：手倉森貴総
- 勝小鹿（9歳）：斎藤亮太
- 勝夢（幼女時代）：荒木恵美、小野恵未
- 勝孝（幼女時代）：浦やよい、林沙弥佳
- 勝伊代子（幼女時代）：飛田真歩
- 岩倉具視：原田大二郎
- 有栖川宮熾仁親王：神山繁
- 西郷隆盛（吉之助）：石立鉄男
- 佐久間象山：上岡龍太郎
- 勝信子：草笛光子
- 徳川慶喜（一橋慶喜）：津川雅彦
- 小栗忠順（上野介）：風間杜夫
- 勝小吉（夢酔）：田村高廣（友情出演）
- 新門辰五郎：平幹二朗（特別出演）
- 清水次郎長（山本長五郎）：丹波哲郎（特別出演）
- 渋田利右衛門：森繁久彌

## エピソード
- 主演の田村正和が撮影途中に病気となったため、正和の出演は前半部と終盤のみとし、後半部は当初山岡鉄舟役を演じていた実弟の田村亮が演じることとなり[2]（山岡役は勝野洋に変更）、期せずして兄弟のWキャストとなった。また長兄の高廣も父の小吉役で友情出演しており、三兄弟揃っての出演となった[3]。なお、正和にとって結果的にこの作品が生涯最後の日本テレビ系列のテレビドラマの出演となった。他には、丹波哲郎と平幹二郎が特別出演している。
- 田村正和は勝海舟について沢山の文献や小説などを読み漁り、番組関係者と念密な打ち合わせをした。また「若いころはキリッとしていて、年齢を重ねるにつれて実際に言われていたような毒のある人物に変化していく様にしたい。」と話していた[4]。
- 脚本執筆段階では蘭学者・高野長英の登場が予定されており、当初は配役に西岡徳馬が候補として挙がっていたが、結局撮影段階で該当シーンは省かれたため、西岡の出演は実現しなかった。
- 年末時代劇シリーズのナレーションは、それまでの5作すべてを鈴木瑞穂が担当していたが、本作では金内吉男に変更された。また主題歌も、前年までのさだまさしから、第3作『田原坂』以来の堀内孝雄に戻った。ちなみに、オープニングとエンディングのテーマは「プラトニック」であり、主題歌である「青春でそうろう」は事実上、挿入歌という扱いだが、シリーズ中においてテーマソングが2曲用意されるのは後にも先にも本作のみである。また、次回作以降2夜連続放送のスタイルが採用されなくなったため、第一部、第二部ともに独立して主題曲とともにタイトルロール、エンドロールを流すのは本作限りとなる。
- 本作はフィルムとVTRの2種の方法で撮影されていて、その映像の違いがよくわかる。基本的には全編フィルム撮影だが、テロップ(日時・人物名・地名)が挿入されるシーンはVTR撮影されているうえ、VTR映像全てをキネレコしている。
- 1974年放送の大河ドラマ『勝海舟』は本作と題名が同一ではあるが、同作は子母澤寛の小説を原作としており、ストーリー上の繋がりはない。但し、津川雅彦が徳川慶喜を演じるなどの共通点はある。